# Joor Bastiaan Verheij
Joor Bastiaan Verheij (Werkendam, 21 juli 1851 – Rotterdam, 4 mei 1913) was een Nederlandse officier en politicus namens de Liberale Unie in de Tweede Kamer.

## Biografie
Verheij werd geboren als zoon van Bastianus Adrianus Verheij en Maria Verdoorn te Werkendam waar zijn vader opzichter en aannemer van Openbare Werken was. Hij groeide op in een gegoed Nederlands-hervormd middenstandsmilieu.

### Leger
Na zijn middelbare school volgde hij van oktober 1867 tot en met augustus 1870 de opleiding der cadetten van het Korps Mariniers te Amsterdam. Hierna werd hij tweede luitenant binnen het Korps Mariniers van 1 augustus 1870 tot 1 mei 1875. In 1875 werd hij uitgezonden als tweede luitenant naar Atjeh. Als eerste luitenant maakte hij het verlengde van de tweede expeditie naar Atjeh mee en nam deel aan de tochten door Atjeh van generaal Pel in 1875 en 1876; hij verkreeg hiervoor de Militaire Willems-Orde vierde klasse. Teruggekomen vestigde hij zich eerst in Rotterdam als eerste luitenant bij het Korps Mariniers, waarna hij leraar namens het Korps Mariniers werd aan het Koninklijk Instituut voor de Marine te Den Helder van 1879 tot 1885. Op 1 november 1881 werd hij aldaar bevorderd tot kapitein. In Den Helder leerde hij zijn toekomstige echtgenote kennen, Maria Arina Cornelia de Haes, dochter van de viceadmiraal van de Marine Robbert Louis de Haes, met wie hij op 21 december 1881 trouwde te Den Helder en later twee kinderen kreeg. Op 1 april 1895 werd hij bevorderd tot luitenant-kolonel van het Korps Mariniers.
Verheij werd op 1 augustus 1903 bevorderd tot kolonel der Mariniers. Deze bevordering hield verband met zijn benoeming tot de commandant van het Korps Mariniers in Rotterdam. Als commandant te Rotterdam was hij onder meer belast met de opleiding van de rekruten. Hij gaf de schilder Jan Hoynck van Papendrecht de opdracht om tekeningen te maken van rekruten die leerden schrijven. Ook maakte Jan Hoynck van Papendrecht een schilderij van Verheij zelf dat hem toont terwijl hij de Militaire Willems-Orde uitreikt aan marinier der 1e klasse N.A. van der Blom. Het schilderij hangt in het Mariniersmuseum. Ook is er een portret van hem gemaakt door de schilder Jo de Haes-Gram, een schoonzuster van zijn vrouw. Als commandant volgde hij J. H. van Wely op en werd op zijn beurt opgevolgd door J. R. J. Ph. Cambier.

### Politiek
De belangstelling voor zowel onderwijs als zijn kennis van de marine leidde ertoe dat Verheij gevraagd werd zich vanuit het district Kralingen waar hij woonde te kandideren voor de Tweede Kamer. Op 21 september 1897 werd hij verkozen namens de Liberale Unie, wat hij tot 7 juli 1903 zou blijven. Zijn vertrek uit het parlement had te maken met zijn benoeming tot commandant van het Korps Mariniers omdat hij dacht dat dit moeilijk te combineren zou zijn. Vanuit de legerleiding kwam echter het dringende verzoek om zijn Kamerwerk te hervatten omdat het Korps Mariniers bij een bezuinigingsoperatie mogelijke opheffing boven het hoofd hing en men een ervaren lobbyist en kenner benodigde in het parlement. Verheij hervatte zijn Kamerlidmaatschap op 17 september 1903 en zou dit tot zijn overlijden blijven doen. In deze periode was hij tevens gemeenteraadslid te Rotterdam van 5 mei 1905 tot en met 3 september 1907.
Hij was als Kamerlid lid van de onderzoekscommissie naar de wijziging van de bezetting van Suriname en Curaçao in 1903, lid van de Staatscommissie reorganisatie van de zeemacht in Nederlands-Indië in 1906 en bekleedde tevens meerdere bestuursfuncties binnen het onderwijs, zowel landelijk als in Rotterdam. Voor zijn werk in verband met de afhandeling van het wetsvoorstel Militair Straf en Tuchtecht werd hij in 1903 benoemd tot Ridder in de Orde van de Nederlandse Leeuw. Het Nederlandsch Onderwijzersgenootschap benoemde hem tot erelid vanwege zijn jarenlange inzet voor het onderwijs.
Als lid van de Rotterdams raad  richtte hij, waarschijnlijk in samenwerking met de toenmalige wethouder van onderwijs, Mr J.Rombach (later schoonvader van zijn oudste zoon Bastiaan Adrianus) de Rotterdamse bond voor lichamelijke opvoeding op. Na zijn dood in 1913 trad zijn jongste zoon Robbert Louis lange tijd op als voorzitter van deze bond. Een van de activiteiten van deze bond was het organiseren van een jeugdkamp in Gilze-Rijen dat naar zijn vader het “J.B.Verheij kamp” werd genoemd.
- Biografisch Portaal: 77514693
- International Standard Name Identifier: 0000 0003 9284 4106
- Parlement.com: vg09llbp9jzu
- Virtual International Authority File: 286981495